# Андрей Николаидис
Андрей Николаидис (на сърбохърватски: Andrej Nikolaidis) е черногорски журналист, колумнист, политически съветник и писател на произведения в жанра драма.

## Биография и творчество
Андрей Николаидис е роден през 1974 г. в Сараево, Босна и Херцеговина, Югославия, в черногорско-гръцко семейство. През 1992 г. се премества в Улцин след началото на войната в Босна и Херцеговина, родния град на баща му.
През 1994 г. започва да пише в културни списания и за независими регионални медии. Първоначално става известен с политическите си възгледи и обществени сблъсъци, участвайки в местната телевизия и като журналист във вестниците „Вести“ и „Монитор“ (Черна гора), „Дневник“ (Словения), „Слободна Босна“ (Босна и Херцеговина), „E-novine“ (Сърбия), „Koha Ditore“ (Косово) със своите остри политически коментари за извършените насилия по време на войната и от страна на полицията. Проявява се като пламенен привърженик на независимостта на Черна гора, антивоенен активист и популяризатор на правата на човека, особено на правата на малцинствата.
Една от най-известните му статии „Dželatov šegrt“ (Чирак на джелата) е публикувана на 28 октомври 2004 г. в седмичника „Монитор“ и визира известния режисьор Емир Кустурица, обвинявайки го сътрудничество с режима на Слободан Милошевич. След дълги съдебни процеси Кустурица го осъжда през 2009 г. за обезщетение от 12 000 евро, което е заплатено с помощта на актьора Емир Хаджихафизбегович и журналисти от Босна и Херцеговина.
Първият му роман „Zašto Mira Furlan“ (Защо Мира Фурлан) е издаден през 2001 г.
Романът му „Син“ от поредицата „Олциниум“ е публикуван през 2006 г. Главният герой е млад писател, който проследява години на домашни кавги, от конфликтните отношения с бащата, който го обвинява за смъртта на майка му, до скорошната раздяла със съпругата му, докато пожар поглъща семейната маслинова горичка. Той се установява в центъра на Улцин, който сега е завладян от туристите, за да се пребори с махмурлука. Но срещата му там с редица гротескни герои, на площада наречен „Площад на робите“, ще го принуди да се върне към баща си и да осмисли отношенията си. През 2011 г. книгата е удостоена с Наградата за литература на Европейския съюз.
От октомври 2009 г. до февруари 2014 г. е съветник на Ранко Кривокапич, председател на черногорския парламент.
Андрей Николаидис живее със семейството си в Улцин.

## Произведения

### Самостоятелни романи
- Zašto Mira Furlan (1995)
- Oni! (2001)
- Mimesis (2003)
- Odlaganje. Parezija (2012)
- Devet (2014)
- Mađarska rečenica (2017)

### Серия „Олциниум“ (Olcinium)
1. Sin (2006) – Европейска награда за литература 2011
Син, изд. „Балкани“ (2013), прев. Ганчо Савов
2. Dolazak (2009)
3. Smjena straže (2015)

### Сборници
- Ogledi o ravnodušnosti (1993)
- Katedrala u Sijetlu (1999)
- Balkanska Rapsodija (2007)
- Mimesis i drugi skandali (2008)
- Homo Sucker: Poetika Apokalipse (2010)
- Mala enciklopedija ludila (2013)

### Разкази
- Радован Караджич, сп. „Света гора: Алманах за литература и изкуство“ (2012), прев. Ганчо Савов